# Hadria haitiensis
Hadria haitiensis är en insektsart som först beskrevs av Dozier 1931.  Hadria haitiensis ingår i släktet Hadria och familjen dvärgstritar. Inga underarter finns listade i Catalogue of Life.